# رودي فيشر
رودي فيشر هو سائق سيارة سباق سويسري، ولد في 19 أبريل 1912 في شتوتغارت في ألمانيا، وتوفي في 30 ديسمبر 1976 في لوسرن في سويسرا.